# 1,3,3-trinitroazetidin
1,3,3-trinitroazetidin (TNAZ) je visoko energično heterociklično jedinjenje koje se smatra potencijalnom zamenom za TNT zbog svoje niske tačke topljenja (101 °C (214 °F; 374 K)) i dobre termičke stabilnosti (240 °C (464 °F; 513 K)). TNAZ su prvi sintetizovali Arčibald et al. 1990.  Poznato je nekoliko puteva sinteze, a masovna proizvodnja od nekoliko stotina kilograma serija je demonstrirana u Nacionalnoj laboratoriji u Los Alamosu.   

## Istorija
1,3,3-trinitroazetidin supstanca je prvi put pronađena 1983. godine i intenzivno je istraživana 1990-ih kao moguća komponenta vojnog eksploziva. Zamena TNT-a sa TNAZ-om u livenim smešama sa oktogenom dovela bi do umerenog povećanja jačine takvih eksploziva (sa 330 kbar na 380 kbar).

## Proizvodnja
U prvoj fazi, 1-terc-butil-3-azetidinol se dobija reakcijom epihlorohidrina sa terc-butilaminom, koji se postepenom nitracijom pretvara u 1,3,3-trinitroazetidin.   Prinos od ove implementacije je prilično nizak.  Alternativna sinteza se zasniva na 3-amino-1,2-propandiolu, koji je ciklizovan u odgovarajući derivat azetidina korišćenjem litijum hidrida nakon uvođenja p-toluensulfonil i terc-butildimetilsilil zaštitnih grupa. Intermedijerno jedinjenje nastaje nakon oksidacije sa hrom trioksidom i reakcije sa hidroksilaminom i konvertuje se u oksimski intermedijer, koji se zatim oksidativno nitrira sa azotnom kiselinom da bi se dobilo ciljno trinitro jedinjenje. 

## Svojstva
1,3,3-trinitroazetidin (TNAZ) je bela kristalna supstanca sa niskom tačkom topljenja (101 °C (214 °F; 374 K)) i gustinom od 1,84 g/cm³. To je snažan liveni eksploziv koji se nalazi između oktogena i heksogena (Pcj 364 kbar, energija detonacije 6.343 kJ/kg), a brzina detonacije sa 9000 m/s-1. Takvi liveni TNAZ i HMX eksplozivi bi nadmašili oktogeni PBX (oko 370 kbar), koji su i dalje najmoćniji vojni eksplozivi (glavna primena u protivvazdušnim i protivtenkovskim projektilima).  
Jedinjenje kristališe u ortorombičkoj rešetki sa prostornom grupom Pbca. Termoliza se dešava počevši od oko 240—250 °C (464—482 °F; 513—523 K) sa produktima raspadanja koji uključuju azot-dioksid, azot-oksid, azotnu kiselinu, ugljen-dioksid i formaldehid. Ima toplotu raspadanja od 6.343 kJ/kg i detonacioni pritisak od 36,4 GPa. 

## Upotreba
1,3,3-trinitroazetidin (TNAZ) nije uveden jer ima previsoku osetljivost (poput pentrita) – pa su mnogo osetljiviji od eksploziva na bazi livenog TNT-a – a savremeni zahtevi za vojnom municijom su više prema sistemima na bazi polimernih veziva (PBX) – niti livenim mešavinama sa TNT-om više nije prikladan. Zbog svoje fleksibilnosti, PBX mogu, na primer, bolje da apsorbuju udarce. Međutim, savremeni razvoj dovodi i do oksadiazola sa niskom tačkom topljenja. Takva jedinjenja imaju Pcj od oko 300 kbar i osetljivost sličnu TNT-u - i mogu se koristiti u skladu sa savremenim bezbednosnim zahtevima.